# غاي (سيارة مصفحة)
سيّارة غاي المُصفَّحة (بالإنجليزيّة: Guy Armoured Car) هي سيّارة عسكريّة مُصفَّحة بريطانيّة الصنع تم تطويرها عام 1938، واستخدمها الجيش البريطاني  خلال الحرب العالميّة الثانية. كان إنتاج هذه المركبة محدودًا للغاية، إذ تم إنتاج 101 وحدة منها فقط. كما كان لها دور محدود أيضًا بالحرب، وتحديدًا في معركة فرنسا. لذلك، تم استخدام هيكل المتبقي منها لتصنيع سيّارة مُصفَّحة جديدة هي هامبر.

## الخدمة
تم استخدام السيّارة المُدرَّعة لأول مرة من قِبَل الجيش البريطاني في الحرب العالميّة الثانية عام 1939. وقد تم إرسال ست سيارات منها إلى فرنسا مع قوة المشاة البريطانية (BEF)، لكنها فُقدت عندما سقطت فرنسا في يد الألمان. تمت إزالة أسلحة أربع سيارات منها في عام 1940، وتم تركيب مقاعد إضافيّة لاستخدامها في وحدة مهمّة كوتس لإجلاء الملك جورج السادس والملكة إليزابيث والأميرة إليزابيث (الملكة إليزابيث لاحقًا) والأميرة مارغريت في حالة الغزو الألماني لبريطانيا.
خدم باقي العدد من هذه المركبة مع وحدات مختلفة من الجيش البريطاني والقوّات البلجيكيّة والدنماركيّة والهولنديّة المتمركزة في بريطانيا أثناء الحرب، إلى أن تم استبدال جميع هذه المركبات بمركبات أكثر حداثة بحلول عام 1943.

## الفئات
| نموذج المركبة | الوحدات المُصنَّعة | التفاصيل                                                                                          | الملاحظات                            |
| ------------- | --------------- | ------------------------------------------------------------------------------------------------- | ------------------------------------ |
| Mk-I          | 50 قطعة         | تُعتبر النسخة الأصلية من المركبة، وكانت مُسلَّحة بمدافع رشاشة فيكرز.                                  | تم تصميم نموذج معدل عليها هو MK-I A. |
| Mk-IA         | 51 قطعة         | كانت مُسلَّحة بمدافع رشاشة من نوع بيسا 15 ملم و 7.92 ملم من طراز بيسا المبردة بالهواء بدلاً من فيكرز. |                                      |

## المشغلون السابقون
- بلجيكا
- الدنمارك
- المملكة المتحدة
- هولندا

## وصلات خارجية
- صور للمركبة على فلكر.